# Leptodoras
Leptodoras is een geslacht van straalvinnige vissen uit de familie van de doornmeervallen (Doradidae).

## Soorten
- Leptodoras acipenserinus (Günther, 1868)
- Leptodoras cataniai Sabaj Pérez, 2005
- Leptodoras copei (Fernández-Yépez, 1968)
- Leptodoras hasemani (Steindachner, 1915)
- Leptodoras juruensis Boulenger, 1898
- Leptodoras linnelli Eigenmann, 1912
- Leptodoras marki Birindelli & Sousa, 2010
- Leptodoras myersi Böhlke, 1970
- Leptodoras nelsoni Sabaj Pérez, 2005
- Leptodoras oyakawai Birindelli, Sousa & Sabaj Pérez, 2008
- Leptodoras praelongus (Myers & Weitzman, 1956)
- Leptodoras rogersae Sabaj Pérez, 2005